# Rembrandt (1999)
Rembrandt ist eine deutsch-französisch-niederländische Filmbiografie aus dem Jahr 1999 und hat den niederländischen Maler Rembrandt van Rijn (1606–1669) zum Thema.

## Handlung
Rembrandt van Rijn erinnert sich in Rückblicken an sein Leben, beginnend mit seiner Kindheit in der Mühle seines Vaters.
Als junger Künstler in Amsterdam angekommen, lernt er den Kunsthändler Hendrick van Uylenburgh und den Kunstsammler Jan Six kennen. Wenig später malt er Die Anatomie des Dr. Tulp. Uylenburgh stellt ihm seine Cousine Saskia van Uylenburgh vor. Rembrandt und Saskia verlieben sich ineinander und heiraten. Saskia wird schwanger, erleidet jedoch eine Fehlgeburt. Auch die wenig später geborene Tochter Cornelia stirbt früh. Sohn Titus jedoch kommt gesund zur Welt.
Kurz darauf bekommt Rembrandt von Frans Banning Cocq den Auftrag, die „Die Nachtwache“ zu malen. Während seiner Arbeit an dem Gemälde wird Saskia krank und vermacht vor ihrem Tod ihr Vermögen an Rembrandt und Titus. Während dies den Unmut der Familie Uylenburgh auf sich zieht, sinkt Rembrandt in der Gunst der oberen Gesellschaft, weil seine Bilder als „zu dunkel“ gelten; seine Schulden wachsen.
Rembrandt flüchtet sich in Beziehungen zu seinen Haushälterinnen, zunächst Geertje Dircx, dann Hendrickje Stoffels. Bald wird Hendrickje Stoffels schwanger und bringt ein Kind zur Welt.
Wegen seiner wachsenden Schulden werden Rembrandts Bilder versteigert. Um ihn vor dem Ruin zu retten, eröffnen Hendrickje und Titus einen Kunsthandel mit Rembrandt als Angestellten. Rembrandts und Hendrickjes Tochter Cornelia kommt zur Welt. Doch auch Hendrickje stirbt wenig später; im Jahr 1668 stirbt Titus.
Von Gram gezeichnet, stirbt Rembrandt am 4. Oktober 1669.

## Auszeichnungen
- Im Jahr 1999 bekam der Film beim Festival Internacional de Cine de Mar del Plata eine Nominierung in der Kategorie Bester Film.

- Im Jahr 2000 gewann der Film den César in der Kategorie Bestes Szenenbild (Philippe Chiffre) und wurde in der Kategorie Beste Kostüme (Eve-Marie Arnault) nominiert.

## Kritiken
Nach Einschätzung des Lexikons des internationalen Films ist der von Charles Matton gedrehte Film eine „prunkvoll und detailliert ausgestattete Künstlerbiografie des niederländischen Barockmalers Rembrandt van Rijn“, der „durch längere Seitenblicke auf das Schicksal von drei Frauen an der Seite des Künstlers“ überzeugt. „Abgesehen von einigen hölzern inszenierten Szenen, geben der hervorragend spielende Hauptdarsteller sowie seine ebenso überzeugenden Partnerinnen der Geschichte die notwendige dramaturgische Balance.“
Der Berliner Zeitung zufolge zeigt der Film „einen Maler, wie ihn sich Klein Erna und ‚Bild der Frau‘ vorstellen – irgendwie charakterlich wankend, aber sich stetig läuternd im nimmermüden, geradezu exerzitienhaften Schaffen. Der von Klaus Maria Brandauer verkörperte Rembrandt ist das Produkt einer derartigen Anhäufung von Plattitüden: ein Popanz ohne individuelle Prägung, ein Maler, der malt und sonst gar nix.“
Für die Frankfurter Allgemeine Zeitung ist Mattons Rembrandt-Biografie ein Film, „der das Bild des Künstlerstars des 17. Jahrhunderts, Rembrandt van Rijn, verrätselt und verzerrt.“
Der Tagesspiegel bescheinigt dem Film, ihm sei keine eigene Fabel eingefallen. Stattdessen begnüge sich der behäbig inszenierte Film damit, „möglichst viele Rembrandt-Gemälde – von der ‚Anatomie des Doktor Tulp‘ bis zur ‚Rückkehr des verlorenen Sohnes‘ – in lebenden Bildern nachzustellen.“ Die einzige positive Überraschung sei Klaus Maria Brandauer, der „Rembrandt mit stiller Lakonie: als ultimativen Rembrandauer, wie er in schlichtem Lichte steht“, spiele.